# Литинская поселковая община
Литинская поселковая община (укр. Літинська селищна громада) — образованная территориальная община в Винницком районе Винницкой области Украины.
Административный центр — посёлок городского типа Литин.

## Населённые пункты
В составе общины 1 пгт (Литин) и 35 сёл:
| Антоновка  | Антоновка  | Гавришовка | Гавришовка | Кильяновка       | Кильяновка       | Петрик    | Петрик    |
| Багриновцы | Багриновцы | Гончаровка | Гончаровка | Кулыга           | Кулыга           | Садовое   | Садовое   |
| Балин      | Балин      | Горбовцы   | Горбовцы   | Кусиковцы        | Кусиковцы        | Селище    | Селище    |
| Белозёрка  | Белозёрка  | Городище   | Городище   | Литинка          | Литинка          | Соколовка | Соколовка |
| Борков     | Борков     | Громадское | Громадское | Литинские Хутора | Литинские Хутора | Сосны     | Сосны     |
| Бруслинов  | Бруслинов  | Дьяковцы   | Дьяковцы   | Малиновка        | Малиновка        | Трибухи   | Трибухи   |
| Вербовка   | Вербовка   | Залужное   | Залужное   | Николаевка       | Николаевка       | Украинка  | Украинка  |
| Винниковцы | Винниковцы | Ивча       | Ивча       | Новоселица       | Новоселица       | Яблоновка | Яблоновка |
| Вишенка    | Вишенка    | Каменка    | Каменка    | Осолинка         | Осолинка         |           |           |